# Nikołaj von Mejendorf
Nikołaj Bogdanowicz von Mejendorf, ros. Николай Богданович фон Мейендорф (ur. w 1888 r. w Sankt Petersburgu, zm. 17 marca 1969 r. w Salzburgu) – rosyjski wojskowy (pułkownik), emigracyjny działacz religijny, oficer Rosyjskiego Korpusu Ochronnego podczas II wojny światowej
Pochodził z arystokratycznej rodziny. Jego ojciec był baronem w stopniu generała. Nikołaj B. von Mejendorf służył w lejbgwardii artylerii konnej. Brał udział w I wojnie światowej, a następnie wojnie domowej w Rosji po stronie białych. W połowie listopada 1920 r. wraz z resztkami wojsk białych ewakuował się z Krymu do Gallipoli. Na emigracji zamieszkał w Królestwie SHS. Zajął się sporządzaniem malowideł religijnych i ikon dla prawosławnych świątyń w Królestwie SHS (np. mauzoleum Karadziordzewiczów w Topoli), Niemczech, Austrii i USA. Był autorem mozaiki przy wejściu do świątyni Nikołaja II w Brukseli. Działał w stowarzyszeniu religijnym "Икона" z siedzibą w Paryżu. Po ataku wojsk niemieckich na Jugosławię i jej zajęciu w kwietniu 1941 r., wstąpił do nowo formowanego Rosyjskiego Korpusu Ochronnego. Po zakończeniu wojny zamieszkał w Austrii. Nadal prowadził działalność związaną z malowaniem ikon dla świątyń prawosławnych, np. dla Cerkwi św. Prokopiusza w Hamburgu.